# بامرونغ بوونبروم
بامرونغ بوونبروم، من مواليد 22 أبريل 1980، وهو لاعب كرة قدم تايلندي، وقد فاز في جائزة أفضل لاعب شاب في آسيا في عام 1996.

## وصلات خارجية
- بامرونغ بوونبروم على موقع الاتحاد الدولي (مؤرشف)  (الإنجليزية)